# Spoorlijn Brenderup - Bogense
De spoorlijn Brenderup - Bogense was een lokale spoorlijn op Funen in Denemarken.

## Geschiedenis
De spoorlijn werd op 5 december 1911 in gebruik genomen door de Nordvestfyenske Jernbane (OMB) en liep vanaf Brenderup in noordelijke richting via naar Bogense. Op 1 april 1966 werd de spoorlijn gesloten.

## Huidige toestand
Thans is de lijn volledig opgebroken. Alle stationsgebouwen langs de lijn bestaan nog wel.